# Mandela Keita
Lamine Mandela Keita (Lovanio, 10 maggio 2002) è un calciatore belga, centrocampista del Parma.

## Carriera

### Club
Cresciuto nel settore giovanile dell'OH Lovanio, ha esordito in prima squadra il 21 marzo 2021 disputando l'incontro di Pro League pareggiato 2-2 contro il Malines.
Il 31 gennaio 2023 viene ceduto all'Anversa.
Il 30 agosto 2024 viene acquistato dal Parma. Il 16 settembre esordisce in serie A nella partita con l'Udinese subentrando al 55' a Matteo Cancellieri, ma rimedia due ammonizioni e viene espulso dopo 19 minuti.

### Nazionale
Nel 2021 ha esordito con la nazionale belga Under-21.
Il 6 ottobre 2023 viene convocato per la prima volta in nazionale maggiore, con cui fa il suo esordio 7 giorni dopo in occasione nel successo per 2-3 in casa dell'Austria.

## Statistiche

### Presenze e reti nei club
Statistiche aggiornate al 25 maggio 2025
| Stagione          | Squadra           | Campionato        | Campionato | Campionato | Coppe nazionali | Coppe nazionali | Coppe nazionali | Coppe continentali | Coppe continentali | Coppe continentali | Altre coppe | Altre coppe | Altre coppe | Totale | Totale |
| Stagione          | Squadra           | Comp              | Pres       | Reti       | Comp            | Pres            | Reti            | Comp               | Pres               | Reti               | Comp        | Pres        | Reti        | Pres   | Reti   |
| ----------------- | ----------------- | ----------------- | ---------- | ---------- | --------------- | --------------- | --------------- | ------------------ | ------------------ | ------------------ | ----------- | ----------- | ----------- | ------ | ------ |
| 2020-2021         | OH Lovanio        | D1                | 1          | 0          | CB              | 0               | 0               | -                  | -                  | -                  | -           | -           | -           | 1      | 0      |
| 2021-2022         | OH Lovanio        | D1                | 24         | 0          | CB              | 3               | 0               | -                  | -                  | -                  | -           | -           | -           | 27     | 0      |
| 2022-gen. 2023    | OH Lovanio        | D1                | 8          | 0          | CB              | 2               | 0               | -                  | -                  | -                  | -           | -           | -           | 10     | 0      |
| gen.-giu. 2023    | Anversa           | D1                | 11+6       | 0+1        | CB              | 2               | 0               | -                  | -                  | -                  | -           | -           | -           | 19     | 1      |
| ago. 2023         | OH Lovanio        | D1                | 1          | 0          | CB              | 0               | 0               | -                  | -                  | -                  | -           | -           | -           | 1      | 0      |
| Totale OH Lovanio | Totale OH Lovanio | Totale OH Lovanio | 34         | 0          |                 | 5               | 0               |                    | -                  | -                  |             | -           | -           | 39     | 0      |
| ago. 2023-2024    | Anversa           | D1                | 20+8       | 0          | CB              | 5               | 0               | UCL                | 5                  | 0                  | -           | -           | -           | 38     | 0      |
| ago. 2024         | Anversa           | D1                | 5          | 0          | CB              | 0               | 0               | -                  | -                  | -                  | -           | -           | -           | 5      | 0      |
| Totale Anversa    | Totale Anversa    | Totale Anversa    | 36+14      | 0+1        |                 | 7               | 0               |                    | 5                  | 0                  |             | -           | -           | 64     | 1      |
| ago. 2024-2025    | Parma             | A                 | 30         | 0          | CI              | 0               | 0               | -                  | -                  | -                  | -           | -           | -           | 30     | 0      |
| Totale carriera   | Totale carriera   | Totale carriera   | 90         | 1          |                 | 12              | 0               |                    | 5                  | 0                  |             | -           | -           | 107    | 1      |

### Cronologia presenze e reti in nazionale
| Cronologia completa delle presenze e delle reti in nazionale ― Belgio | Cronologia completa delle presenze e delle reti in nazionale ― Belgio | Cronologia completa delle presenze e delle reti in nazionale ― Belgio | Cronologia completa delle presenze e delle reti in nazionale ― Belgio | Cronologia completa delle presenze e delle reti in nazionale ― Belgio | Cronologia completa delle presenze e delle reti in nazionale ― Belgio | Cronologia completa delle presenze e delle reti in nazionale ― Belgio | Cronologia completa delle presenze e delle reti in nazionale ― Belgio |
| Data                                                                  | Città                                                                 | In casa                                                               | Risultato                                                             | Ospiti                                                                | Competizione                                                          | Reti                                                                  | Note                                                                  |
| --------------------------------------------------------------------- | --------------------------------------------------------------------- | --------------------------------------------------------------------- | --------------------------------------------------------------------- | --------------------------------------------------------------------- | --------------------------------------------------------------------- | --------------------------------------------------------------------- | --------------------------------------------------------------------- |
| 13-10-2023                                                            | Vienna                                                                | Austria                                                               | 2 – 3                                                                 | Belgio                                                                | Qual. Euro 2024                                                       | -                                                                     | 87’                                                                   |
| Totale                                                                |                                                                       | Presenze                                                              | 1                                                                     |                                                                       | Reti                                                                  | 0                                                                     |                                                                       |

## Palmarès

### Club

#### Competizioni nazionali
- Coppa del Belgio: 1

Anversa: 2022-2023
- Campionato belga: 1

Anversa: 2022-2023